# سوتلایا (باشقیرستان)
سوتلایا (انگلیسی: Svetlaya, Republic of Bashkortostan) یک شهرک در شهرستان اوفیمسکی استان باشقیرستان کشور روسیه است.